# 8,8 cm FlaK 18/36/37/41
El cañón de 8,8 cm Flak 18/36/37/41 es una pieza de artillería antiaérea y antitanque alemana de 88 mm, desarrollada en la década de 1930. Fue ampliamente utilizada por la Alemania nazi durante la Segunda Guerra Mundial y es una de las armas alemanas más reconocidas del conflicto. El desarrollo del modelo original dio lugar a una amplia variedad de armas. Podía penetrar el blindaje (hasta 153 mm) de cualquier carro de combate a grandes distancias, por lo que era efectiva contra los carros de combate pesados soviéticos KV-1 y KV-2. El modelo Pak 43, por ejemplo, podía penetrar 167 mm de blindaje a 1000 m.
El nombre se aplica a una serie de armas relacionadas, la primera llamada oficialmente Flak 18 de 8,8 cm, la Flak 36 mejorada de 8,8 cm y más tarde Flak 37 de 8,8 cm. Flak es una contracción del alemán Flugabwehrkanone (también conocido como Fliegerabwehrkanone) que significa «cañón de defensa aérea», el propósito original del arma. En inglés, «flak» se convirtió en un término genérico para fuego antiaéreo terrestre. En uso informal, las armas eran universalmente conocidas como Acht-acht («ocho-ocho») por los alemanes y «ochenta y ocho» por los aliados.
Las unidades de defensa aérea generalmente contaban con una computadora de control de tiro Kommandogerät («dispositivo de comando») o un radar portátil de Würzburg, que eran responsables de su alta precisión contra las aeronaves.
El  afuste versátil permitió disparar el Flak de 8,8 cm en un modo antitanque limitado cuando aún estaba sobre sus ruedas; podía emplazarse por completo en solo dos minutos y medio. Su uso exitoso como cañón antitanque improvisado condujo al desarrollo de un cañón de tanque basado en él: el 8,8 cm KwK 36, con la abreviatura «KwK» de Kampfwagen-Kanone (literalmente «cañón de vehículo de batalla», o «cañón de vehículo de combate»), destinado a ser colocado en una torreta como armamento principal del tanque. Este cañón sirvió como armamento principal del tanque pesado Tiger I.
Además de estos diseños de Krupp, Rheinmetall creó posteriormente un cañón antiaéreo más potente, el Flak 41 de 8,8 cm, que se produjo en cantidades relativamente pequeñas. Krupp respondió con otro prototipo del cañón de cañón largo de 8,8 cm, que se desarrolló aún más hasta convertirse en el cañón 8,8 cm Pak 43 antitanque y cazacarros utilizado para Elefant y Jagdpanther, y el cañón de tanque pesado 8,8 cm KwK 43 montado en torreta del Tiger II.

## Historia

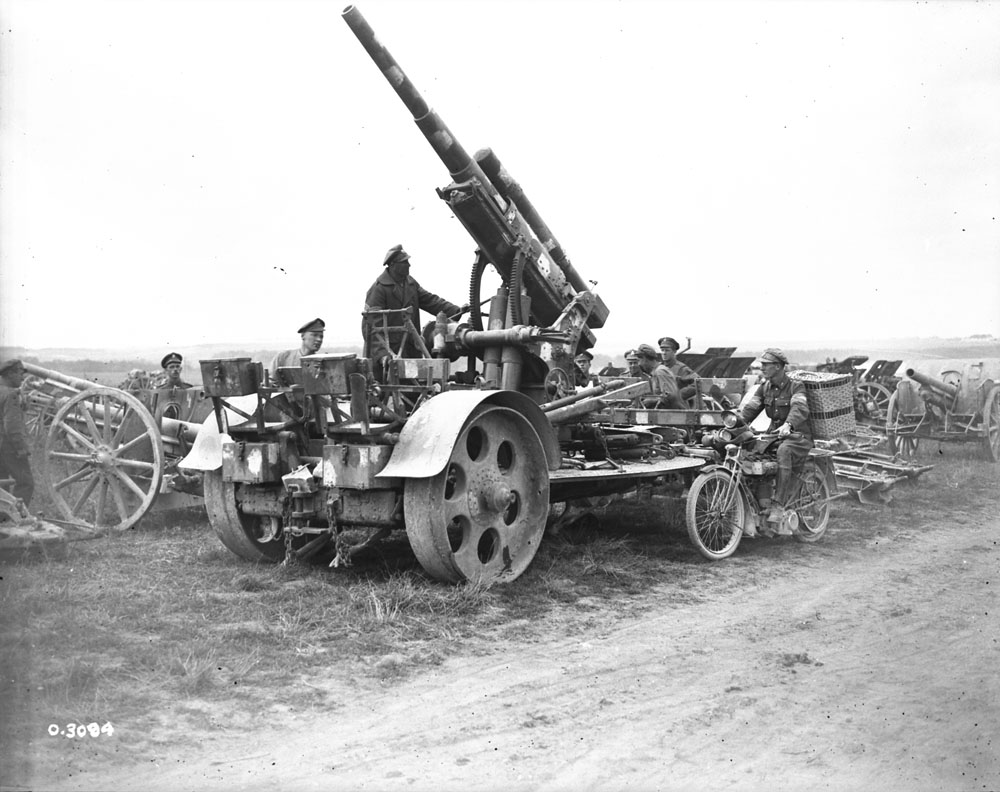
Tropas del Imperio Británico en la Primera Guerra Mundial con un cañón antiaéreo alemán 8,8 cm Flak 16 capturado, agosto de 1918

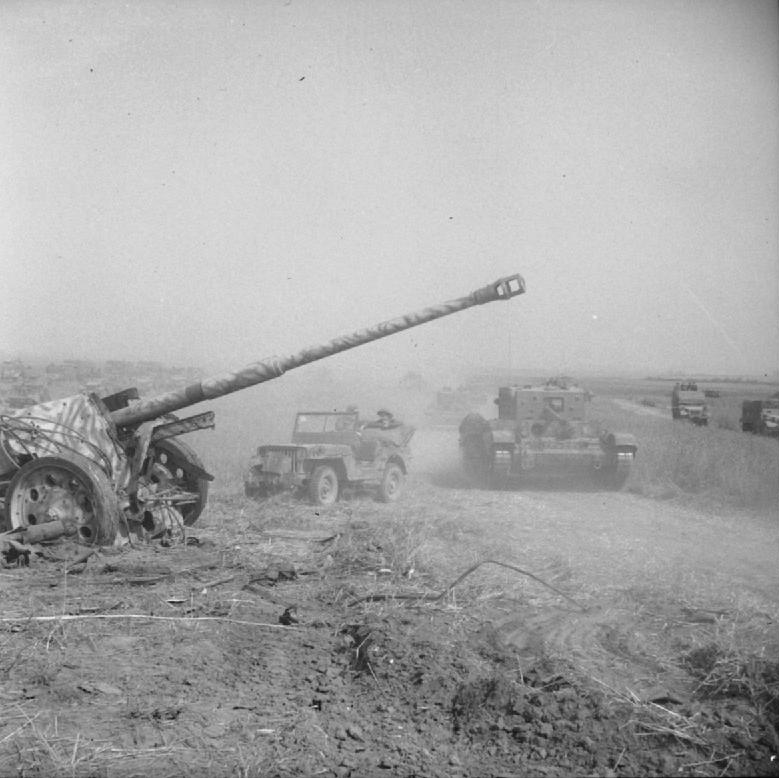
Un Cromwell y un jeep pasan cerca de un cañón pesado alemán PaK 43/41 abandonado durante la operación 'Totalise't5, 8 de agosto de 1944.

El antecedente de este cañón fue el antiaéreo (Flak, o Flugzeugabwehrkanone) de 88 mm 8,8 cm Flak 16 desarrollado en 1917 por Krupp y Erhardt. Fue usado al final de la Primera Guerra Mundial para proteger los centros industriales alemanes en el Ruhr y el Rin de las incursiones aéreas aliadas.
Al finalizar la Primera Guerra Mundial, se le impuso a Alemania una serie de restricciones armamentísticas (Tratado de Versalles), entre las que figuraba la prohibición de desarrollar o poseer armas antiaéreas. De esta manera, por el momento, el proyecto quedaba olvidado.
Cuando el Partido Nacionalsocialista Obrero Alemán accedió al poder, Adolf Hitler denunció el Tratado de Versalles y comenzó el rearme. Krupp, que había evitado las restricciones trasladando parte de su personal a Suecia, presentó un prototipo que pasó a ser fabricado en 1933.

## Modelos

### FlaK 18

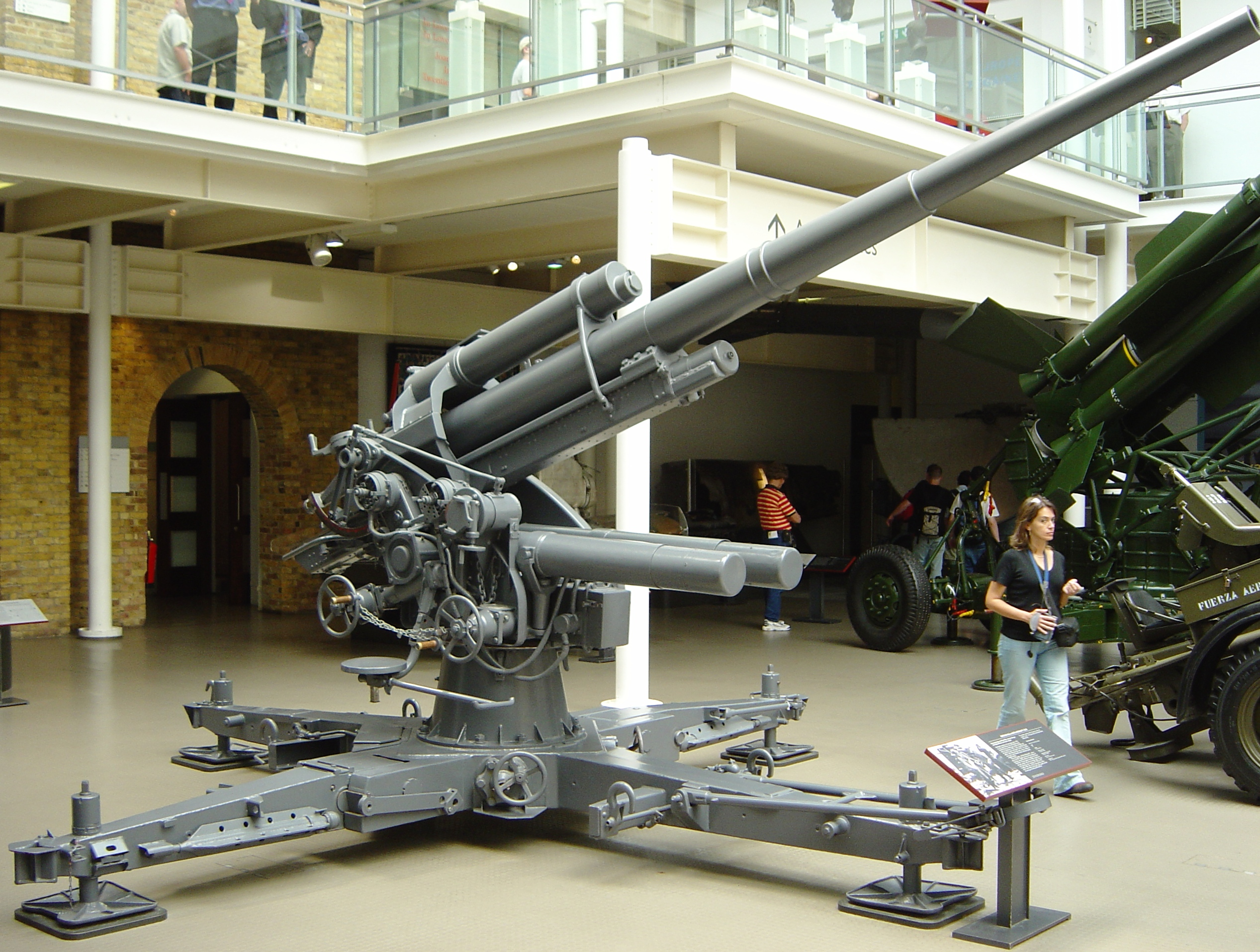
Un Flak 18/36 expuesto en el Imperial War Museum de Londres.

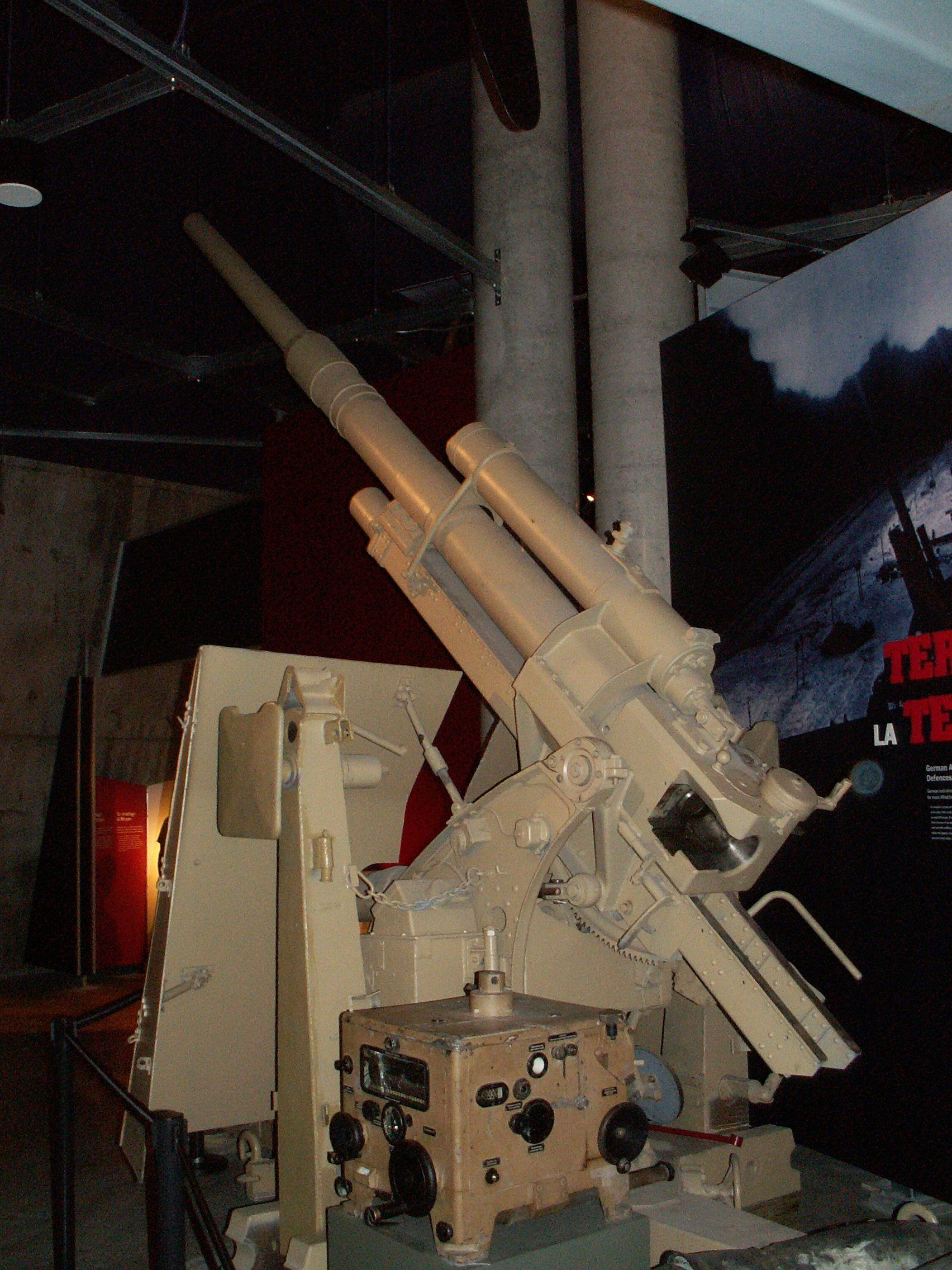
Flak de 88 mm con blindaje frontal.

Este modelo, similar a su predecesor de la Primera Guerra Mundial, comenzó a ser fabricado en serie en 1933. Tenía un calibre de 88 mm, pudiendo disparar proyectiles de alto poder explosivo de 10,4 kg, así como munición perforante de 9,2 kg. La velocidad inicial era de 820 m/s.
Su afuste tenía forma de cruz (kreuzlafette), con el cañón situado sobre un pedestal, permitiéndole un giro de 360° y una elevación entre -3 y +85 grados, lo cual le capacitaba para atacar tanto blancos aéreos como terrestres. El cañón estaba compuesto de dos secciones, lo que permitía una sustitución rápida de una de las partes si se desgastaba, sin tener que cambiar todo el cañón.
El Flak 18 fue probado en la guerra civil española con la Legión Cóndor, enviada por Alemania para apoyar a las tropas sublevadas, donde se descubrió su potencial como cañón anticarro.

### Flak 36
Como consecuencia de la experiencia en la guerra civil española se llevaron a cabo algunas modificaciones.
- La plataforma fue mejorada para incrementar la estabilidad y facilitar la producción.

- El cañón pasó a estar compuesto de tres secciones, lo que permitía un ahorro a la industria alemana, pues solo había que sustituir una de las secciones en lugar del cañón entero.

El resto de características seguían siendo igual que el Modelo 18.

#### Flak 36/43
Este cañón, que entró en servicio en 1942, era un cañón Flak 41 montado sobre la plataforma del Flak 36. Esto se debió a que la producción de cañones del modelo FlaK 41 fue superior a la de plataformas para este modelo.

### Flak 37
Las mejoras del modelo Flak 37 respecto al 36 fueron las siguientes:
- Se volvió al cañón de dos secciones, en lugar de tres.

- Se mejoró el sistema de puntería, de manera que recibía información enviada por un puesto central de la posición del avión a una computadora analógica mecánica para que calculara la posición óptima de disparo. Esta se mostraba con un puntero en uno de los diales, y los operadores tenían que mover el cañón de manera que el segundo dial coincidiera con el puntero.

- Por las mejoras del sistema de puntería, el Flak37 no podía operar como arma anticarro.

#### Flak 37/41
Esta versión surgió cuando aún el FlaK 41 estaba en desarrollo. Básicamente era un modelo FlaK 37 con una recámara más grande para permitir disparar munición más potente. Solo se construyeron 13 unidades de esta variante.

### Flak 41

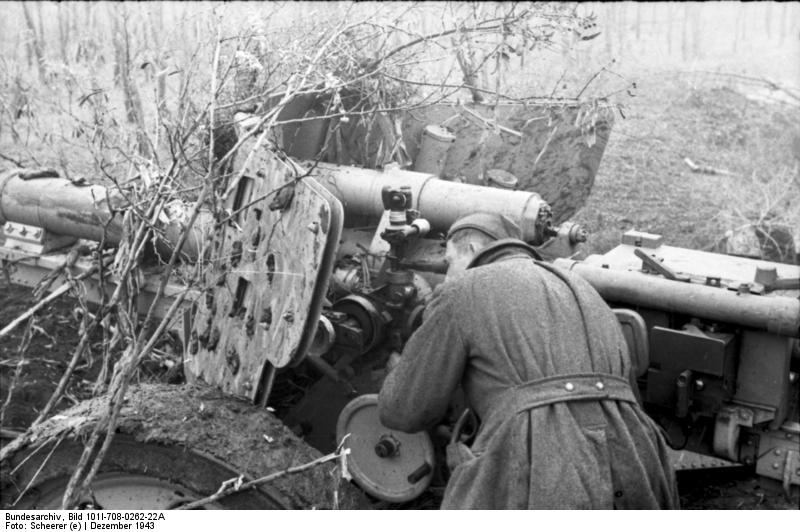
Sargento alemán apuntando un PaK 43.

El modelo Flak 41 incluía un número de mejoras, llevadas a cabo por Rheinmetall-Borsig:
- El cañón pasó a ser 88/L74, es decir, con un largo de 74 calibres (6,51 m)

- El cañón en un principio estaba compuesto de tres secciones, pero surgieron problemas y finalmente fue cambiado a dos.

- La velocidad de salida, gracias al nuevo cañón, aumentó a 1000 m/s.

- El mecanismo de retroceso fue mejorado para compensar la elevación en el papel de antiaéreo.

- La elevación fue aumentada a +90°. Para objetivos terrestres se mantuvo la elevación de -3°.

- El cañón podía disparar hasta a 15 000 m de altura, y a 19 700 m de distancia en tierra usando fuego indirecto.

- El cañón estaba montado sobre una plataforma giratoria.

### Pak 43

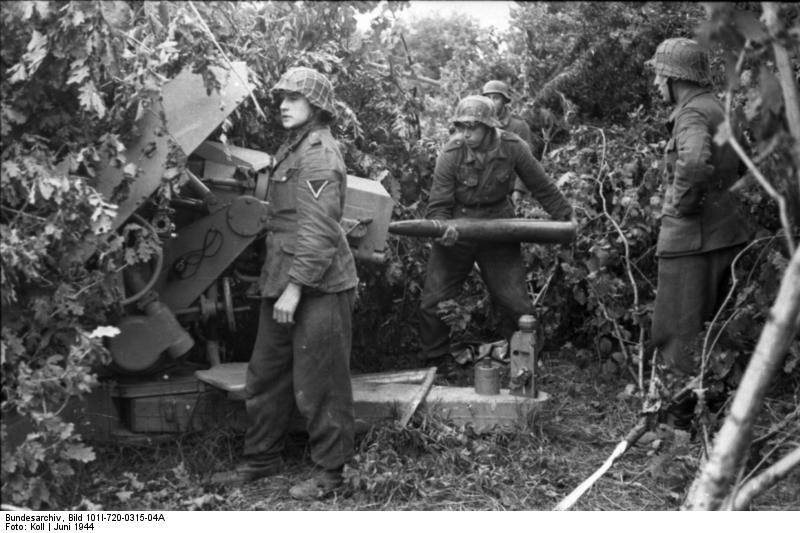
Soldados recargando un PaK 43.

Este modelo desarrollado por Krupp, que entró en servicio en 1943, era una variante del cañón de 88 mm para la función exclusiva de arma antitanque (PaK, Panzerabwehrkanone). Sus características eran:
- Aunque seguía estando montado sobre las patas de anteriores modelos, podía ser usado sin retirar las ruedas de la plataforma. Sin embargo, de esta manera se limitaba a 30.º de transverso, en comparación con los 360° cuando estaba montado sobre la kreuzlafette.
- La elevación era de -8° a +40°.
- La munición perforante tenía una velocidad de salida de 1200 m/s.
- Sin ruedas, el cañón tan solo tenía una altura de 1,5 m, facilitando su camuflaje.

- El sistema de disparo era eléctrico.

- El cañón estaba equipado con un freno de boca.

#### Pak 43/41

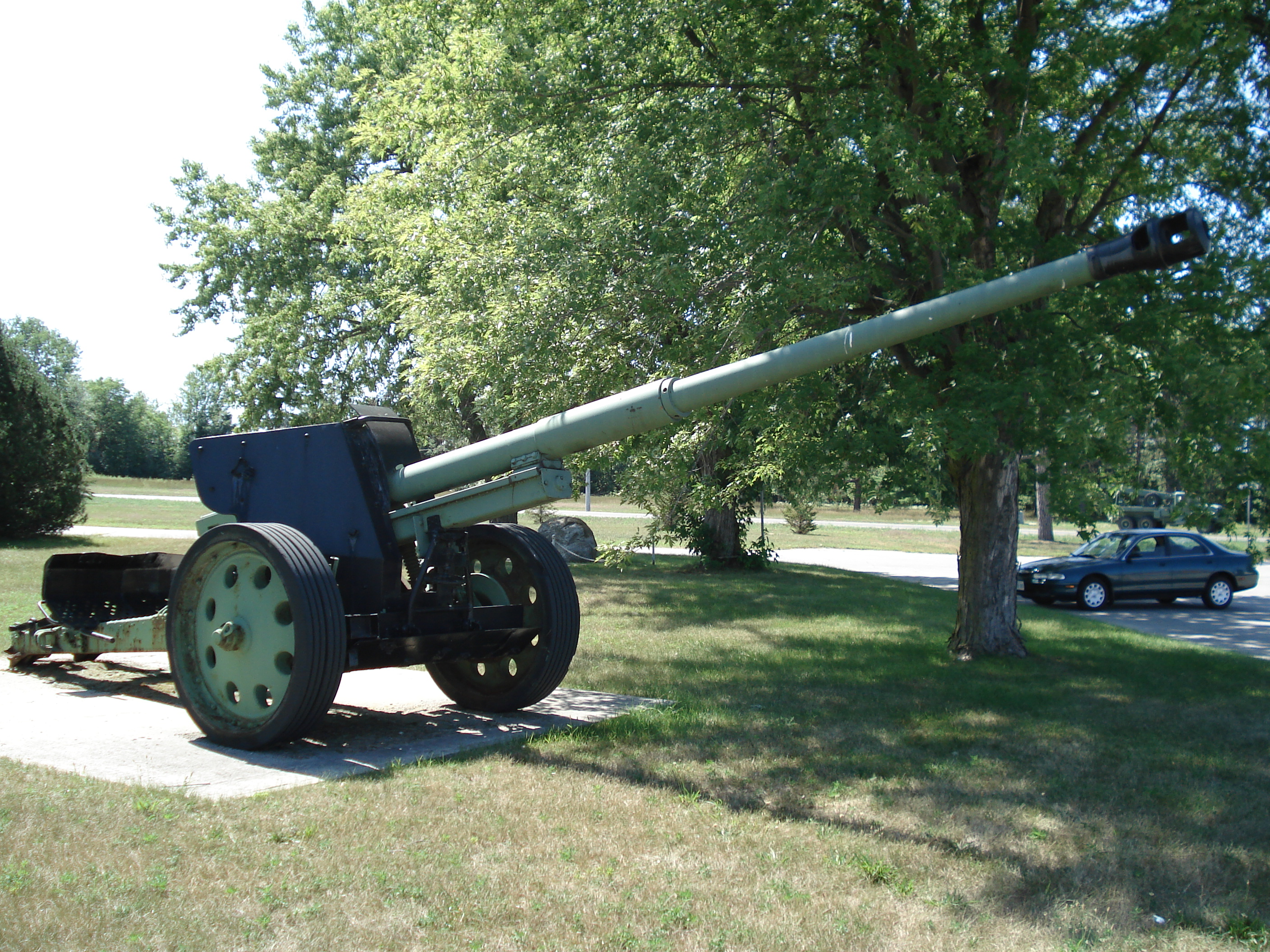
El Pak 43/41 del Museo Militar de la Base Borden.

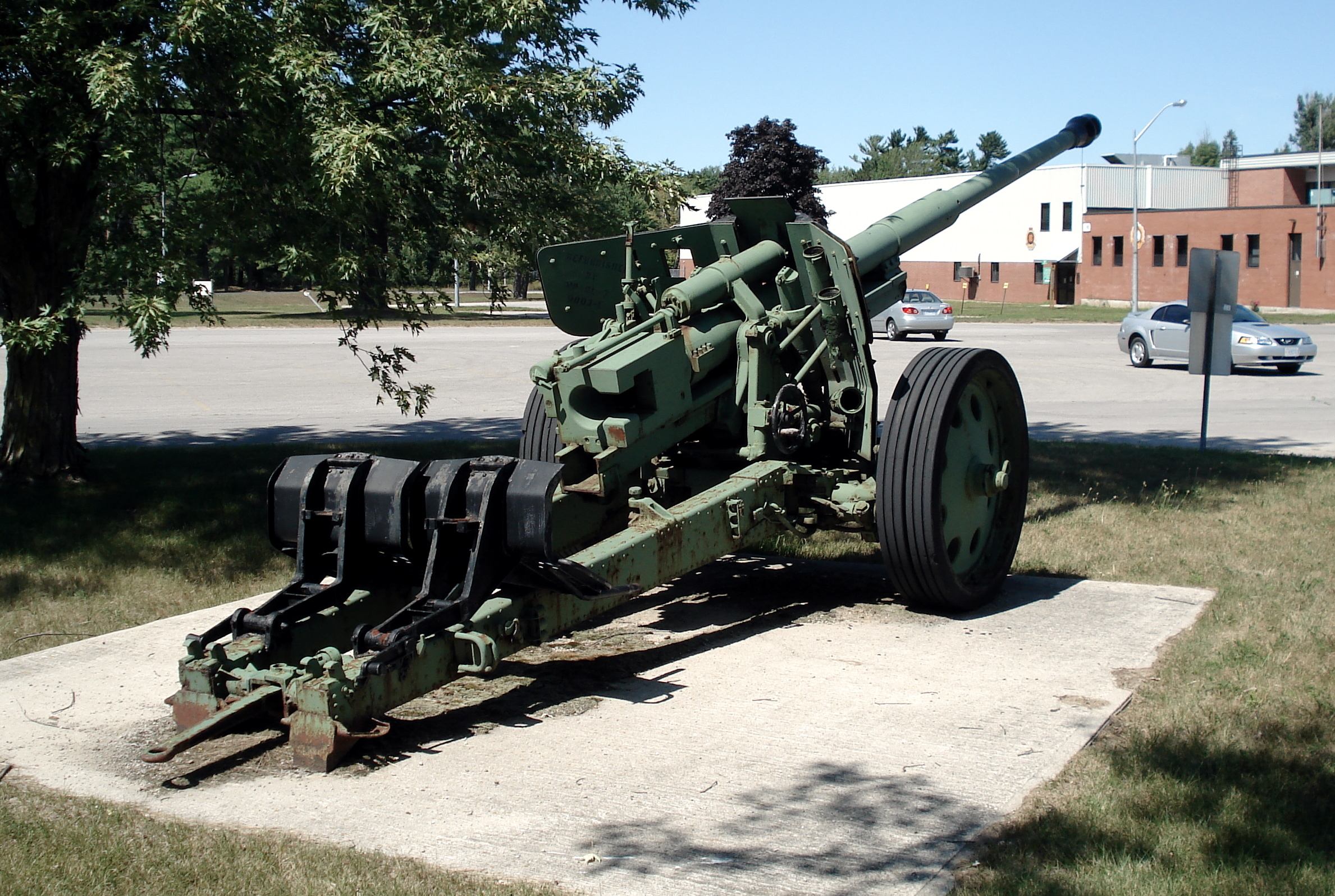
Vista posterior del Pak 43/41.

Ante la necesidad de un arma de mayor potencia tras la aparición de los tanques pesados soviéticos, se decidió usar el cañón del FlaK 41, de mayor velocidad de salida, como arma antitanque. Asimismo, se abandona el kreuzlafette por un sistema de gualdera. Esto redujo el transverso a 28° a la izquierda o derecha.

### Artillería antiaérea autopropulsada
En 1942, Krupp inició un proyecto para proveer a la Wehrmacht de un cañón antiaéreo de 88 mm móvil para proteger los avances. Se construyeron algunos prototipos, pero la prioridad dada para los tanques hizo que el proyecto se estancara.
Destacó el 8,8 cm Flak auf Sonderfahrgestell, montado sobre el chasis de un Panzerkampfwagen IV, con un cañón FlaK 37/56 y después con Flak 41/75. Krupp fabricó tres prototipos, y aunque el desarrollo continuó hasta febrero de 1945, no llegó a fabricarse en serie.

### Artillería anticarro autopropulsada
- 8,8 cm Pak 43/1 (L/71) auf Geschützwagen III und IV. Desarrollado a partir de 1943 por Deutsche-Eisenwerke, era un cañón Pak 43 montado sobre un chasis que combinaba componentes de Panzerkampfwagen III y Panzerkampfwagen IV. Fue apodado Hornisse (Avispón) y después Nashorn (Rinoceronte).

- Sturmgeschütz mit 8,8 cm Pak 43/2. La fábrica de Porsche de Nibelungenwerke fabricó 90 unidades en 1943, utilizando los chasis del Panzerkampfwagen VI (P), los cuales habían quedado en desuso cuando finalmente se adoptó el prototipo de Henschel como el Tiger I, con un cañón PaK 43/2 L/71 montado en una torreta fija. Fue apodado Ferdinand, por Ferdinand Porsche, el ingeniero diseñador de automóviles y carros de combate, y luego Elefant (Elefante).

- Panzerjäger für 8,8 cm PaK 43/3 auf Fahrgestell Panther, o Jagdpanther fue fabricado por MIAG y MNH entre 1944 y 1945, llegándose a fabricar casi 400 unidades, sobre el Panther con un cañón PaK 43/3 L/71.

### Cadencia
De 15 a 20 proyectiles por minuto para los modelos Flak 18, 36 y 37, y de 20 a 25 el Flak 41.

## Ventajas y desventajas

### Ventajas
- El cañón de 88 mm era altamente efectivo, penetrando el blindaje de tanques enemigos. No obstante, los Aliados contaban con armas antiaéreas semejantes que se podrían haber utilizado como antitanques. Pero fue el uso que los generales alemanes como Erwin Rommel dieron a este cañón lo que permitió llegar a un rendimiento óptimo de esta arma.

### Desventajas
- El cañón era muy pesado, lo que dificultaba su despliegue táctico y era remolcable por un Sd.Kfz. 8 o un Sd.Kfz. 12 (FAMO).
- En la función de artillería antiaérea no destacó especialmente, siendo su rendimiento mediocre.

### Listas relacionadas
- Anexo:Materiales históricos del Ejército de Tierra de España desde la posguerra